# HC Jaroměř
HC Jaroměř (celým názvem: Hockey Club Jaroměř) je český klub ledního hokeje, který sídlí ve městě Jaroměř v Královéhradeckém kraji. Založení klubu není přesně známo, písemné zmínky uvádí rok 1946. V sezoně 1994/95 postoupili do baráže o 2. ligu, v dvojzápase s klubem HC Alpha Bio Praha vyhráli 8:2 a 5:3. Po výhře Jaroměřský klub postoupil do 2. ligy, vzápětí prodal druholigovou licenci týmu HC Šumperk. Od sezóny 2021/22 působí v Královéhradecké a Pardubické krajské lize, čtvrté české nejvyšší soutěži ledního hokeje. Klubové barvy jsou fialová, modrá a bílá.
Své domácí zápasy odehrává na zimním stadionu Jaroměř s kapacitou 1 000 diváků.

## Historické názvy
- 19?? – Stadion Jaroměř
- 1948 – Sokol Stadion Jaroměř
- 1969 – TIBA Jaroměř/Josefov
- 1979 – Jiskra Jaroměř
- 19?? – HC Jaroměř (Hockey Club Jaroměř)

## Přehled ligové účasti
Stručný přehled
Zdroj:
- 1946–1949: Východočeská divize – sk. B (2. ligová úroveň v Československu)
- 1969–1973: Divize – sk. C (3. ligová úroveň v Československu)
- 1973–1974: Divize – sk. C (4. ligová úroveň v Československu)
- 1974–1975: Východočeský krajský přebor (5. ligová úroveň v Československu)
- 1975–1977: Divize – sk. C (4. ligová úroveň v Československu)
- 1987–1988: Východočeský krajský přebor (4. ligová úroveň v Československu)
- 1994–1995: Východočeský krajský přebor (4. ligová úroveň v České republice)
- 1998–1999: Východočeský krajský přebor (4. ligová úroveň v České republice)
- 2003–2006: Královéhradecká a Pardubická krajská liga – sk. A (4. ligová úroveň v České republice)
- 2006–2021: Královéhradecká krajská liga (4. ligová úroveň v České republice)
- 2021–2023: Královéhradecká a Pardubická krajská liga – sk. A (4. ligová úroveň v České republice)
- 2023 : Královéhradecká a Pardubická krajská liga (4. ligová úroveň v České republice)

Jednotlivé ročníky
Zdroj:
Legenda: ZČ - základní část, červené podbarvení - sestup, zelené podbarvení - postup, fialové podbarvení - reorganizace, změna skupiny či soutěže
| Československo (1946 – 1993) |                                                   |           |          |                                         |                       |
| Sezóny                       | Soutěž                                            | Úroveň    | ZČ       | Play-off, nadstavba, sk. o udržení...   | Poznámky              |
| 1946/47                      | Východočeská divize – sk. B                       | 2. úroveň | 4. místo |                                         |                       |
| 1947/48                      | Východočeská divize – sk. B                       | 2. úroveň | –. místo |                                         | Soutěž nedohrána      |
| 1948/49                      | Východočeská divize – sk. B                       | 2. úroveň | 5. místo |                                         | Reorganizace          |
| ...                          |                                                   |           |          |                                         |                       |
| 1969/70                      | Divize – sk. C                                    | 3. úroveň | 3. místo |                                         |                       |
| 1970/71                      | Divize – sk. C                                    | 3. úroveň | 1. místo | Kvalifikace o ČNHL (3. místo)           |                       |
| 1971/72                      | Divize – sk. C                                    | 3. úroveň | 2. místo |                                         |                       |
| 1972/73                      | Divize – sk. C                                    | 3. úroveň | 5. místo |                                         | Reorganizace          |
| 1973/74                      | Divize – sk. C                                    | 4. úroveň | –. místo |                                         | Odstoupení ze soutěže |
| 1974/75                      | Východočeský krajský přebor                       | 5. úroveň | ?. místo |                                         | Postup                |
| 1975/76                      | Divize – sk. C                                    | 4. úroveň | 7. místo |                                         |                       |
| 1976/77                      | Divize – sk. C                                    | 4. úroveň | –. místo |                                         | Odstoupení ze soutěže |
| ...                          |                                                   |           |          |                                         |                       |
| 1987/88                      | Východočeský krajský přebor                       | 4. úroveň | –. místo |                                         |                       |
| ...                          |                                                   |           |          |                                         |                       |
| Česko (1993 – )              |                                                   |           |          |                                         |                       |
| Sezóny                       | Soutěž                                            | Úroveň    | ZČ       | Play-off, nadstavba, sk. o udržení...   | Poznámky              |
| ...                          |                                                   |           |          |                                         |                       |
| 1994/95                      | Východočeský krajský přebor                       | 4. úroveň | ?. místo | Baráž o 2. ligu (výhra)                 | Reorganizace          |
| ...                          |                                                   |           |          |                                         |                       |
| 1998/99                      | Východočeský krajský přebor                       | 4. úroveň | 1. místo | Baráž o 2. ligu (prohra ve 2. kole)     |                       |
| ...                          |                                                   |           |          |                                         |                       |
| 2003/04                      | Královéhradecká a Pardubická krajská liga – sk. A | 4. úroveň | 2. místo | Finálová skupina (3. místo)             |                       |
| 2004/05                      | Královéhradecká a Pardubická krajská liga – sk. A | 4. úroveň | 2. místo | Finálová skupina (2. místo)             |                       |
| 2005/06                      | Královéhradecká a Pardubická krajská liga – sk. A | 4. úroveň | 1. místo | Zápas o 3. místo (prohra)               | Reorganizace          |
| 2006/07                      | Královéhradecká krajská liga                      | 4. úroveň | 3. místo | Zápas o 3. místo (prohra)               |                       |
| 2007/08                      | Královéhradecká krajská liga                      | 4. úroveň | 3. místo | Finále                                  |                       |
| 2008/09                      | Královéhradecká krajská liga                      | 4. úroveň | 3. místo | Finálová skupina (3. místo)             |                       |
| 2009/10                      | Královéhradecká krajská liga                      | 4. úroveň | 3. místo | Zápas o 3. místo (prohra)               |                       |
| 2010/11                      | Královéhradecká krajská liga                      | 4. úroveň | 2. místo | Zápas o 5. místo (prohra)               |                       |
| 2011/12                      | Královéhradecká krajská liga                      | 4. úroveň | 3. místo | Finálová skupina (4. místo)             |                       |
| 2012/13                      | Královéhradecká krajská liga                      | 4. úroveň | 7. místo | Zápas o 7. místo (výhra)                |                       |
| 2013/14                      | Královéhradecká krajská liga                      | 4. úroveň | 7. místo | Baráž o KLM (2. místo)                  |                       |
| 2014/15                      | Královéhradecká krajská liga                      | 4. úroveň | 2. místo | Finále                                  |                       |
| 2015/16                      | Královéhradecká krajská liga                      | 4. úroveň | 4. místo | Čtvrtfinále                             |                       |
| 2016/17                      | Královéhradecká krajská liga                      | 4. úroveň | 3. místo | Zápas o 3. místo (výhra)                |                       |
| 2017/18                      | Královéhradecká krajská liga                      | 4. úroveň | 3. místo | Zápas o 3. místo (výhra)                |                       |
| 2018/19                      | Královéhradecká krajská liga                      | 4. úroveň | 2. místo | Zápas o 3. místo (prohra)               |                       |
| 2019/20                      | Královéhradecká krajská liga                      | 4. úroveň | 4. místo | Čtvrtfinále                             |                       |
| 2020/21                      | Královéhradecká krajská liga                      | 4. úroveň | –. místo | sezóna zrušena kvůli pandemii covidu-19 | Reorganizace          |
| 2021/22                      | Královéhradecká a Pardubická krajská liga – sk. A | 4. úroveň | 8. místo |                                         |                       |
| 2022/23                      | Královéhradecká a Pardubická krajská liga – sk. A | 4. úroveň | 5. místo | Čtvrtfinále                             | Reorganizace          |
| 2023/24                      | Královéhradecká a Pardubická krajská liga         | 4. úroveň |          |                                         |                       |